# Теоклит Месемврийски
Теоклит (на гръцки: Θεόκλητος) е православен духовник, месемврийски митрополит от XVIII век.

## Биография
Теоклит служи като велик протосингел на Вселенската патриаршия. През декември 1791 година е ръкоположен за месимврийски митрополит. На 8 октомври 1799 година подава оставка по финансови причини. Умира около 1810 годин.